# Клаус Бекер
Клаус Бекер (нім. Klaus Becker; 29 квітня 1920, Іберлінген — 7 листопада 1991) — німецький офіцер-підводник, оберлейтенант-цур-зее крігсмаріне.

## Біографія
15 вересня 1939 року вступив на флот. З 6 січня по березень 1944 року — командир підводного човна U-367, з квітня 1944 року — U-260, на якому здійснив 4 походи (разом 86 днів у морі). 12 березня 1945 року U-260 затонув на південь від Ірландії поблизу Фастнет Рок, у районі з координатами 51°15′ пн. ш. 09°05′ зх. д. після підриву на міні на глибині 80 метрів. Всі 48 членів екіпажу врятувалися і були інтерновані в Ірландії.

## Звання
- Кандидат в офіцери (15 вересня 1939)
- Фенріх-цур-зее (1 липня 1940)
- Оберфенріх-цур-зее (1 липня 1941)
- Лейтенант-цур-зее (1 березня 1942)
- Оберлейтенант-цур-зее (1 жовтня 1943)

## Нагороди
- Нагрудний знак «За поранення» в чорному (4 жовтня 1940)
- Нагрудний знак підводника (18 листопада 1942)
- Залізний хрест
  - 2-го класу (18 листопада 1942)
  - 1-го класу (27 жовтня 1943)
- Фронтова планка підводника в бронзі (19 жовтня 1944)